# Euphonia finschi
Euphonia finschi là một loài chim trong họ Fringillidae.